# Lista över fornlämningar i Varbergs kommun (Hunnestad)
Lista över fornlämningar i Varbergs kommun (Hunnestad) är en förteckning av ett urval av de fornlämningar som finns i Hunnestad i Varbergs kommun.
| Namn                             | Lämningstyp    | Tillkomsttid | Historisk indelning | Plats | Läge                 | ID-nr          | Bild                                 |
| -------------------------------- | -------------- | ------------ | ------------------- | ----- | -------------------- | -------------- | ------------------------------------ |
| Hunnestad 1:1                    | Stensättning   |              | Hunnestad, Halland  |       | 57.080320, 12.320449 | 10146200010001 | Ladda upp en bild av detta fornminne |
| Hunnestad 1:2                    | Stensättning   |              | Hunnestad, Halland  |       | 57.080186, 12.320530 | 10146200010002 | Ladda upp en bild av detta fornminne |
| Hunnestad 1:4                    | Stensättning   |              | Hunnestad, Halland  |       | 57.080161, 12.319914 | 10146200010004 | Ladda upp en bild av detta fornminne |
| Hunnestad 3:1                    | Hög            |              | Hunnestad, Halland  |       | 57.094105, 12.338387 | 10146200030001 | Ladda upp en bild av detta fornminne |
| Hunnestad 4:1                    | Hög            |              | Hunnestad, Halland  |       | 57.093702, 12.337353 | 10146200040001 | Ladda upp en bild av detta fornminne |
| Hunnestad 5:1                    | Hög            |              | Hunnestad, Halland  |       | 57.099145, 12.345534 | 10146200050001 | Ladda upp en bild av detta fornminne |
| Kårhögen (Hunnestad 6:1)         | Stenkammargrav |              | Hunnestad, Halland  |       | 57.098676, 12.345841 | 10146200060001 | Ladda upp en bild av detta fornminne |
| Hunnestad 7:1                    | Hög            |              | Hunnestad, Halland  |       | 57.099898, 12.345047 | 10146200070001 | Ladda upp en bild av detta fornminne |
| Hunnestad 9:1                    | Hög            |              | Hunnestad, Halland  |       | 57.101800, 12.340133 | 10146200090001 | Ladda upp en bild av detta fornminne |
| Hunnestad 9:2                    | Hög            |              | Hunnestad, Halland  |       | 57.101704, 12.340392 | 10146200090002 | Ladda upp en bild av detta fornminne |
| 1). Hunnahögen (Hunnestad 11:1)  | Hög            |              | Hunnestad, Halland  |       | 57.111194, 12.371459 | 10146200110001 | Ladda upp en bild av detta fornminne |
| 1). Hunnahögen (Hunnestad 11:2)  | Stensättning   |              | Hunnestad, Halland  |       | 57.111073, 12.371545 | 10146200110002 | Ladda upp en bild av detta fornminne |
| Bastekullarna (Hunnestad 12:1)   | Gravfält       |              | Hunnestad, Halland  |       | 57.112860, 12.379158 | 10146200120001 | Ladda upp en bild av detta fornminne |
| Hunnestad 14:1                   | Stensättning   |              | Hunnestad, Halland  |       | 57.109068, 12.359482 | 10146200140001 | Ladda upp en bild av detta fornminne |
| Hunnestad 14:2                   | Stensättning   |              | Hunnestad, Halland  |       | 57.108863, 12.360021 | 10146200140002 | Ladda upp en bild av detta fornminne |
| Bastekullen (Hunnestad 14:3)     | Hög            |              | Hunnestad, Halland  |       | 57.108672, 12.360506 | 10146200140003 | Ladda upp en bild av detta fornminne |
| Gården Smörsten (Hunnestad 15:1) | Hällristning   |              | Hunnestad, Halland  |       | 57.106394, 12.384254 | 10146200150001 | Ladda upp en bild av detta fornminne |
| Hunnestad 16:1                   | Hög            |              | Hunnestad, Halland  |       | 57.114783, 12.387470 | 10146200160001 | Ladda upp en bild av detta fornminne |
| Hunnestad 17:1                   | Stensättning   |              | Hunnestad, Halland  |       | 57.113861, 12.388775 | 10146200170001 | Ladda upp en bild av detta fornminne |
| Gården Smörsten (Hunnestad 18:1) | Gravfält       |              | Hunnestad, Halland  |       | 57.114649, 12.389670 | 10146200180001 | Ladda upp en bild av detta fornminne |
| Gården Smörsten (Hunnestad 18:2) | Hällristning   |              | Hunnestad, Halland  |       | 57.114919, 12.389711 | 10146200180002 | Ladda upp en bild av detta fornminne |